# Kirił Ananiew
Kirił Miłanow Ananiew, bułg. Кирил Миланов Ананиев (ur. 2 lipca 1955 w Sofii) – bułgarski ekonomista i urzędnik państwowy, w 2017 i od 2020 do 2021 minister finansów, w latach 2017–2020 minister zdrowia.

## Życiorys
Absolwent studiów z zakresu finansów w instytucie ekonomicznym, na bazie którego powstał później Uniwersytet Gospodarki Narodowej i Światowej (1980). Kształcił się na studiach podyplomowych na tej uczelni, a także w Stanach Zjednoczonych. Od 1980 zatrudniony w resorcie finansów, przechodził kolejne stanowiska do dyrektora departamentu. Od 1998 do 2009 pełnił funkcję wiceministra finansów w gabinetach, którymi kierowali Iwan Kostow, Symeon II i Sergej Staniszew. Był następnie sekretarzem do spraw polityki finansowej w administracji prezydenckiej (2009–2011) oraz doradcą w biurze politycznym premiera (2013–2014).
Od sierpnia 2014 do stycznia 2017 ponownie był wiceministrem finansów u Georgiego Bliznaszkiego i Bojka Borisowa. Od stycznia do maja 2017 sprawował urząd ministra finansów w technicznym gabinecie Ognjana Gerdżikowa. Powrócił następnie na funkcję wiceministra w tym resorcie u Bojka Borisowa. W listopadzie 2017 w jego rządzie objął stanowisko ministra zdrowia. W lipcu 2020 w tym samym gabinecie przeszedł na funkcję ministra finansów, którą pełnił do maja 2021.
W kwietniu 2021 z ramienia partii GERB uzyskał mandat posła do Zgromadzenia Narodowego 45. kadencji. Z powodzeniem ubiegał się o reelekcję w kolejnych wyborach z lipca 2021, listopada 2021 i października 2022.